# Yohann Lasimant
Yohann Lasimant (Besançon, 4 settembre 1989) è un ex calciatore francese, di ruolo attaccante.

## Carriera
Ha giocato nella seconda divisione francese e nella prima divisione dei campionati francese, ungherese e bulgaro.